# NGC 6669
NGC 6669 في الفهرس العام الجديد، هي مجرة، تقع في كوكبة الجاثي. اكتشفت في 2 يوليو 1864 بواسطة ألبرت مارث.

## روابط خارجية
- NGC 6669 على موقع ويكي سكاي: DSS2, SDSS, GALEX, IRAS, Hydrogen α, X-Ray, Astrophoto, Sky Map, Articles and images